# Usangu-Ebene
Die Usangu-Ebene ist eine Hochebene im Südwesten von Tansania in der Region Mbeya.

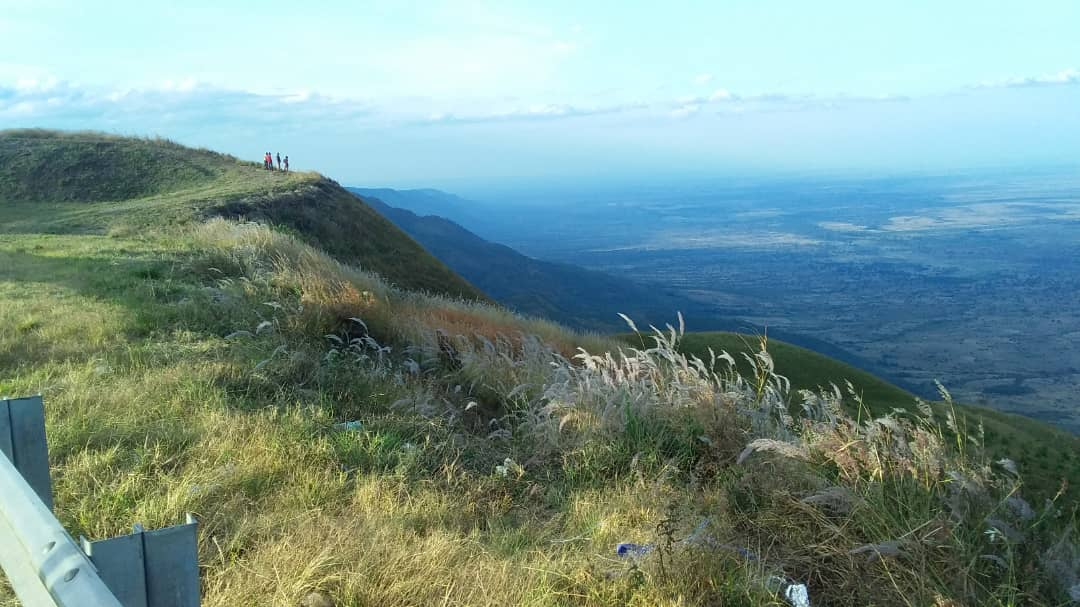
Blick auf die Usangu-Ebene.

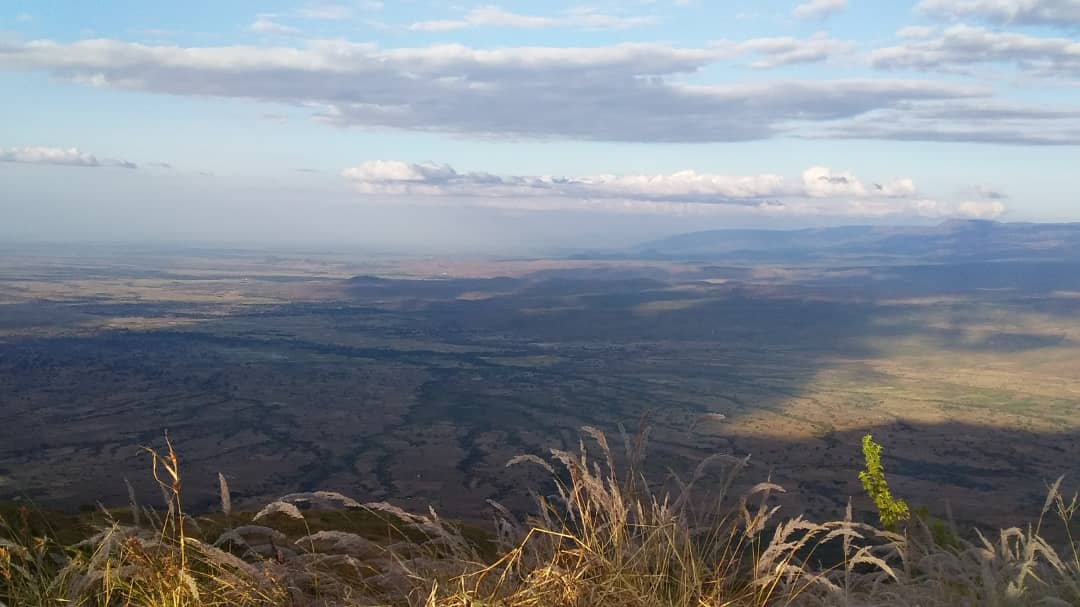
Die Usangu-Ebene.

## Geographie
Die Usangu-Ebene hat eine Größe von rund 16.500 Quadratkilometer. Sie ist ein schalenförmiges Gebiet, das im Süden von den Kipengere-Bergen und im Nordwesten von den Mbeya-Bergen begrenzt wird. Das Wasser aus diesen Bergen sammelt sich im Ruaha, der später in den Rufiji mündet. Das Land liegt in einer Höhe von rund 1000 Metern über dem Meer. Im östlichen Teil der Ebene liegt der Ruaha-Nationalpark.

## Geschichte
Das Gebiet der Usangu-Ebene ist die Heimat der Sangu, die von der Mitte des 19. bis in die Mitte des 20. Jahrhunderts reiche Viehzüchter waren. Am Ende des 20. Jahrhunderts wurde der Großteil des Landes verstaatlicht, Bewässerungssysteme installiert und der Reisanbau gefördert.

## Geologie
Die Usangu-Ebene ist der östliche Zweig des ostafrikanischen Grabens. Die Verwerfung verläuft entlang der Mbeya-Berge und des Lupa-Hochlandes im Nordwesten und im Norden. Die Chimala-Verwerfung markiert den südlichen Rand des Usangu-Beckens und definiert den nördlichen Rand der Kipengere- und Udzungwa-Berge.

## Ökologie
Das Tal des Flusses Ruaha war ein Feuchtgebiet. Als Folge der starken Wasserentnahme für die Bewässerung von Feldern und die Zunahme der Rinderhaltung trocknet das Gebiet saisonal aus. Das führt zu Änderung des Ökosystems von feucht-tropisch zu trocken-tropisch und auch zur Behinderung der Stromproduktion in den Wasserkraftwerken stromabwärts.